# Groupe Lagrange
Lagrange ist ein französisches Touristikunternehmen und der zweitgrößte Anbieter von Ferienunterkünften auf dem französischen Markt.
Das Unternehmen wurde 1876 in Frankreich als Immobilienagentur gegründet, entwickelte sich in den 1960er Jahren zum Ferienhausbetreiber und besaß im Jahr 2007 163 eigene Ferienanlagen in sieben europäischen Ländern (Frankreich, Spanien, Portugal, Italien, Schweiz, Österreich und Kroatien). Die Anlagen werden in drei Kategorien unterteilt (Classic, Family und Prestige). Zurzeit wird eine vierte Kategorie (City) eingeführt, wodurch eine detailliertere Einstufung bestehender Anlagen angestrebt wird.
Lagrange ist ein Familienunternehmen, das zurzeit von Generaldirektor Pierre-Olivier Toumieux geführt wird und beschäftigte 2007 nach eigenen Angaben 800 Vollzeit- und 350 Saisonangestellte. Der Umsatz betrug 2006 insgesamt 340 Mio. Euro, wovon 195 Mio. auf die Tourismussparte und 145 Mio. Euro auf die Immobiliensparte entfielen.